# Cantone di Condé-sur-Noireau
Il Cantone di Condé-sur-Noireau è una divisione amministrativa dell'arrondissement di Caen e dell'arrondissement di Vire.
A seguito della riforma approvata con decreto del 17 febbraio 2014, che ha avuto attuazione dopo le elezioni dipartimentali del 2015, è passato da 11 a 48 comuni.

## Composizione
Gli 11 comuni facenti parte prima della riforma del 2014 erano:
- La Chapelle-Engerbold
- Condé-sur-Noireau
- Lassy
- Lénault
- Périgny
- Pontécoulant
- Proussy
- Saint-Germain-du-Crioult
- Saint-Jean-le-Blanc
- Saint-Pierre-la-Vieille
- Saint-Vigor-des-Mézerets

Dal 2015 i comuni appartenenti al cantone sono i seguenti 48:
- Beaulieu
- Le Bény-Bocage
- Bernières-le-Patry
- Burcy
- Bures-les-Monts
- Campeaux
- Carville
- La Chapelle-Engerbold
- Chênedollé
- Condé-sur-Noireau
- Le Désert
- Estry
- Étouvy
- La Ferrière-Harang
- La Graverie
- Lassy
- Lénault
- Malloué
- Mont-Bertrand
- Montamy
- Montchamp
- Montchauvet
- Périgny
- Pierres
- Le Plessis-Grimoult
- Pontécoulant
- Presles
- Proussy
- Le Reculey
- La Rocque
- Rully
- Saint-Charles-de-Percy
- Saint-Denis-de-Méré
- Saint-Denis-Maisoncelles
- Saint-Germain-du-Crioult
- Saint-Jean-le-Blanc
- Saint-Martin-des-Besaces
- Saint-Martin-Don
- Saint-Ouen-des-Besaces
- Saint-Pierre-la-Vieille
- Saint-Pierre-Tarentaine
- Saint-Vigor-des-Mézerets
- Sainte-Marie-Laumont
- Le Theil-Bocage
- Le Tourneur
- Vassy
- Viessoix
- La Villette